# اوستیا

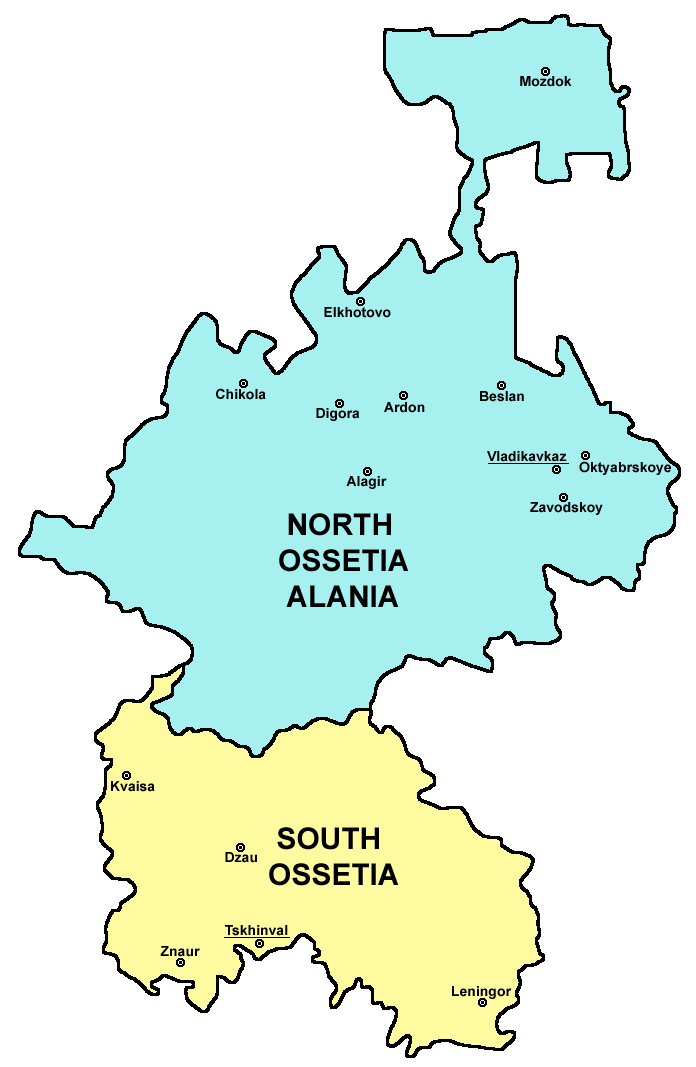

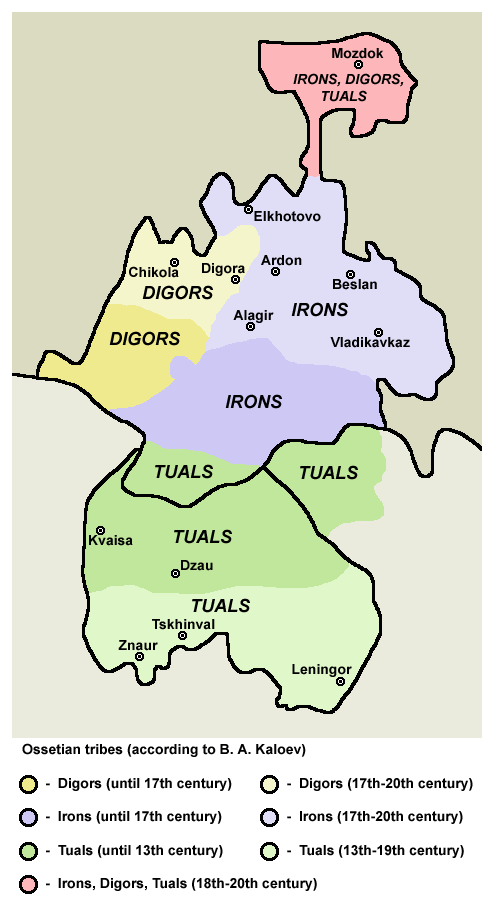

ایرستان یا اوسِتیا (به اوسِتی: Ир, Ирыстон Ir, Iryston) منطقه‌ای در دو طرف رشته‌کوه قفقاز است که ساکنانش عمدتاً آسی هستند و به زبان آسی سخن می‌گویند. این قوم در گذشته با عنوان «آلان» شناخته می‌شدند، اما گرجی‌ها به آن‌ها «اُوسی/ Ovsi» می‌گفتند و کشورشان را «اُوسِتی/Ovseti» می‌خواندند که به مرور به صورت اُسِت (Ossetia) درآمده است. مردم اوستیا خود را «ایر» و سرزمین خویش را «ایرُستان» می‌نامند. بخش شمالی این منطقه اوستیای شمالی-آلانیا در محدودهٔ فدراسیون روسیه قرار دارد. اما بخش جنوبی آن، به یک کشور خودخوانده به نام جمهوری اوستیای جنوبی تبدیل شده است که تحت حمایت نظامی روسیه قرار دارد. بیشتر کشورهای جهان، جمهوری اوستیای جنوبی را به‌عنوان بخشی از سرزمین‌های گرجستان می‌شناسند.

## تاریخ
از دید تاریخی در دوران پیش از تاریخ و آغاز دوران تاریخی، قفقاز شمالی و به ویژه نواحی مرکزی آن همواره تحت نفوذ تیره‌های هندواروپایی از آن میان سکاها یا اسکیت‌ها بوده است. آثار باستان‌شناسی و اشتراکات فراوان این فرهنگ و شهری‌گری در این ناحیه با فلات ایران و آسیای مرکزی تا اندازه‌ای این موضوع را اثبات می‌کند.
در اواخر هزارهٔ دوم پیش از میلاد در قفقاز، به‌خصوص در ناحیهٔ شمالی آن، اسکیت‌ها بیش از سایر اقوام و نژادهای دیگر نمود پیدا کردند. بنا به گفتهٔ هرودت، اسکیت‌ها در قرن هفتم پیش از میلاد، از فرای قفقاز به سوی آسیای صغیر حرکت کردند و در آنجا ۲۸ سال پادشاهی کردند تا این که توسط هوخشتره، پادشاه ماد، سرنگون شدند. گروهی از آنان به قفقاز بازگشتند و برخی دیگر به آسیای مرکزی کوچیدند. اسکیت‌های بازگشته از ماورای قفقاز به حوالی دریای سیاه لشگرکشی کردند و بر طبق شواهد مکتوب، هشتاد سال در آنجا پادشاهی کردند و سپس توسط سرمت‌ها از این مناطق رانده شدند.
سرمت‌ها از نیمهٔ سدهٔ چهارم پیش از میلاد در اطراف کوه‌های اورال سکونت پیدا کردند، این قوم نیز همچون سکاها اصل و نسبی ایرانی داشتند. سرمت‌ها از اواخر سدهٔ چهارم پیش از میلاد حرکت خود به نواحی غربی‌تر را آغاز کردند، و به سمت قلمرو سکاها آمدند. در آن زمان سکاها که تضعیف شده بودند، به ناچار به سمت کریمه عقب‌نشینی نمودند و مناطق قفقاز بار دیگر به تسلط سرمت‌ها درآمدند.
سرمتها توانستند نواحی گسترده‌ای از قفقاز شمالی یعنی دریای آزوف تا دریای مازندران را زیر چیرگی خویش دربیاورند. در ادامه راه تیره‌های سکاها در قفقاز شمالی در سده‌های جدیدتر به دست آلانها، یکی دیگر از تیره‌های سکایی می‌افتند و کم و بیش هزار سال در این منطقه دوام می‌آورند. از دید تاریخی و باستان‌شناسی سکاها، سرمت‌ها و آلان‌ها از یکدیگر جدا نبوده و هر سه ادامه دهندهٔ فرهنگ هندواروپایی و ایرانی در قفقاز شمالی بوده‌اند و تنها از دید نام متفاوت شده‌اند. زندگی کوچ‌نشینی بسیاری از تیره‌ها را وادار به دگرگونی مکان می‌کرد ولی در سرزمین قفقاز مرکزی همیشه گروهی ایرانی زبان بر جای باقی می‌ماندند. امروزه بسیاری از تاریخ‌دانان و مردم‌شناسان تأیید می‌کنند که طایفه‌هایِ اُسِتیایی در هزارهٔ نخست میلادی در ناحیه قفقاز در اثر ادغام با جمعیتهایِ بومی به وجود آمده‌اند و در میانِ این بومیان زبان ایرانی را به سایرِ زبانها چیره شده و از این گذر فرهنگ ایرانی گسترش داده شده است.
در سده پنجم و آغاز سده ششم میلادی آلان‌هایِ همبسته ایران که ضد امپراتوری روم شرقی (بیزانس) بودند، به سرزمین کلخید حمله بردند و بخشهایی از گرجستان را که تصرف کرده بودند، به دولت ایران واگذار کردند. با حملات تیمورلنگ در قرن چهارده میلادی آلان‌ها بیشتر به جنوب قفقاز کشیده شدند و به سه گروه شامل دیگر، تالج و ایرُن تقسیم شدند و به کوهستان‌ها پناه بردند.
از اواخر سدهٔ پانزدهم میلادی تشکیل قومی جدید با ریشهٔ ایرانی به نام اُوِستیا آغاز می‌شود که در سده شانزدهم تحت حکومت کاباردها (که خود دست نشاندهٔ خان‌های کریمه بودند)، درآمدند و به دنبال آن کاباردها و در نتیجه اُوِستی‌ها تحت حمایت و نفوذ روسیه قرار گرفتند.
در سدهٔ ۱۶م کاباردها بر اُوِستی‌ها چیره شدند. در سال ۱۷۷۴ میلادی اوستیای شمالی به تصرف روس‌ها درآمد و بخشی از مردم این سرزمین تابعیت دولت روس را پذیرفتند، گروهی دیگر از شمال به دشت‌های جنوبی مهاجرت کردند که سرزمین آن‌ها در سال ۱۸۰۱ میلادی به عنوان اوستیای جنوبی شناخته شد.
«ولادی قفقاز» پایتخت جمهوریِ اوستیای شمالی است و به زبان روسی یعنی صاحب قفقاز و شاید چرایی این نام‌گذاری، به موقعیت راهبردی این شهر در مرکز قفقاز برمی‌گردد.

## تاریخ معاصر
در آخرین سال‌های اتحاد جماهیر شوروی چندین تنش قومی بین اوستیایی‌ها، گرجیها و اینگوشها (مسلمان سنی) در اوستیای جنوبی رخ داد که در طی آن‌ها هزاران نفر کشته و زخمی شدند و موجی از پناهندگان در هر دو سوی مرزها پدید آمد.
سپس با میانجی‌گری روسیه و نظارت سازمان امنیت و همکاری اروپا در ۱۹۹۲ میلادی، در اوستیای جنوبی آتش‌بس شد، اما کشمکش بین اوستی‌ها و گرجیها همچنان حل‌نشده باقی ماند. طرح صلح پیشنهادی دولت گرجستان که قول خودمختاری بیشتر به اوستیای جنوبی می‌داد و تعهد می‌داد برای کاستن از تنش‌ها، استفاده بیشتری از ظرفیت‌های بین‌المللی شود، در حل این مناقشه مؤثر واقع نشد. همزمان مقامات استقلال‌طلب اوستیای جنوبی خواهان استقلال این ناحیه یا اتحاد این ناحیه با اوستیای شمالی بودند.
در ۱۲ نوامبر ۲۰۰۶ میلادی، اوستیایی‌های جنوبی (که اکثراً اوستی هستند) اقدام به برگزاری یک همه‌پرسی برای استقلال از گرجستان کردند. در این همه‌پرسی بیش از ۹۵٪ از جمعیت ۷۰ هزار نفری اوستیای جنوبی که واجد شرایط رأی دادن بودند، به استقلال این ناحیه رأی دادند. همچنین ادوارد کوکویتی رئیس‌جمهور اوستیای جنوبی بار دیگر به این سمت انتخاب شد.

## زبان
زبان مردم اوستیا، آسی یا آلانی می‌باشد که از گروه زبان‌های ایرانی شمال خاوری و نمایان‌گر گسترش زبان آلانی، یکی از زبان‌های سکایی - سرمتی است. این زبان یکی از زبان‌های نوین ایرانی است که با زبان‌های سغدی و یغنابی و زبان خوارزمی بسیار نزدیک است. در زبان اوستی دو گویش عمدهٔ ایرُنی و دیگوری هست. دیگوری که گویشی باستانی است، تنها در چند ناحیه شمالی و باختری رواج دارد. در گذشته از هر دو گویش در زبان ادبی بهره‌گیری می‌شد، ولی رفته رفته گویش دیگوری جای خود را به گویش ایرنی داد. بکارگیری آن در مراسم‌های ملی و جشن و سرورها اجباری ست و در صورت به‌کارگیری زبان روسی بی‌حرمتی به جمع تلقی می‌گردد. این زبان از کهن‌ترین زبان‌های تاکنون زنده ماندهٔ ایرانی است که همچنان ویژگی‌های دستوری زبان‌های ایرانی باستان را در خود حفظ کرده است و از ترکیب با زبان فارسی کاملاً دور و مستقل مانده است. در صورت صحبت کردن یک اوستیایی، یک فارسی‌زبان تقریباً ۱۰ تا ۲۰ درصد از صحبت‌های وی را متوجه می‌شود.
ادبیات آسی شامل داستان‌ها و افسانه‌های جالبی است که از قرن گذشته شروع به ضبط آن‌ها شده است. معروف‌ترین این داستان‌ها سلسله داستان‌های قهرمانان نرت است.

## دین
بیشتر مردم اوستیا مسیحی ارتدوکس هستند ولی حدود ۳۰ درصد از آن‌ها مسلمان می‌باشند. از دید سیاسی اوستیای شمالی تنها واحد فدرال واقع در ناحیه فدرالی قفقاز شمالی است که در قانون اساسی آن دین رسمی، مسیحیت ارتودکس است. با این حال در میان اوستی‌ها، دین به عنوان یک مسئلهٔ اصلی مطرح نیست. حامد کاظم‌زاده قفقازشناس ایرانی اعتقاد دارد که آیین یزیچنیک (یزیدی یا ایزدی) که باوری از آداب و رسوم باستانی سکاها و آلان‌ها می‌باشد، تا حدودی مطرح است و اوستیایی‌ها تا حدودی به این آیین باور دارند.